# ケビン・チャップマン
ケビン・アレン・チャップマン（Kevin Allen Chapman , 1988年2月19日 - ）は、アメリカ合衆国・フロリダ州ブロワード郡コーラルスプリングス出身の元プロ野球選手（投手）。左投左打。
同じくメジャーリーガーのマット・デン・デッカーは従兄弟にあたる。

## 経歴

### プロ入り前
2006年のMLBドラフト42巡目（全体1252位）でデトロイト・タイガースから指名されたが、契約には至らなかった。
2009年のMLBドラフト50巡目（全体1513位）でシカゴ・ホワイトソックスから指名されたが、契約には至らなかった。

### プロ入りとロイヤルズ傘下時代
2010年のMLBドラフト4巡目（全体119位）でカンザスシティ・ロイヤルズから指名され、7月6日に入団。

### アストロズ時代
2012年3月20日にジェイソン・ブルジョワ、ハンベルト・キンテーロとのトレードで、ヒューストン・アストロズへ移籍した。
2013年8月8日にメジャー初昇格を果たした。翌9日に行われたテキサス・レンジャーズ戦でメジャーデビュー。8回無死から3番手で登板し、打者一人を無失点1三振に抑えた。この年は25試合・20.1イニングに投げて13四球と、制球力に課題を残したが、防御率は1.77という素晴らしい数値を記録した。
2014年は21試合に登板。防御率は大幅に上昇して4.64だったが、無敗で2勝を挙げたほか、与四球率を下げて奪三振率を上げるなど、一定の成長ぶりを見せた。
2015年は一気に出番が減り、3試合に投げただけだった。5.1イニングで8個の三振を奪い、13.5という非常に高い奪三振率をマークした。
2016年も登板機会は増えず、メジャーでは9試合の登板で防御率9.00・WHIP2.38という成績に終わった。ただ、FIPは自己ベストの3.15を記録し、一概に投球内容が悪化したわけではなかった。マイナーではAAA級のフレズノ・グリズリーズに所属し、51試合にリリーフ登板して防御率4.87・3勝4敗・奪三振率11.2という成績を残した。
2017年2月8日に第4回WBCのカナダ代表に選出された。2月15日に背番号を69に変更した。

### ブレーブス傘下時代
2017年3月13日にウェイバーでアトランタ・ブレーブスへ移籍した。3月31日に40人枠を外れる形で傘下のAAA級グウィネット・ブレーブスへ配属された。

### ツインズ傘下時代
2017年5月8日にダニー・サンタナとのトレードで、金銭と共にミネソタ・ツインズへ移籍し、傘下のAAA級ロチェスター・レッドウイングスへ配属された。6月13日にリリースされ、FAとなった。

### 米独立リーグ時代
2018年3月3日にアトランティックリーグ所属のニューブリテン・ビーズと契約。

### タイガース傘下時代
2018年5月20日にデトロイト・タイガースと契約した。傘下AAA級チームでプレーした。同年オフにFAとなった。

## 詳細情報

### 年度別投手成績
| 年 度    | 球 団    | 登 板 | 先 発 | 完 投 | 完 封 | 無 四 球 | 勝 利 | 敗 戦 | セ 丨 ブ | ホ 丨 ル ド | 勝 率 | 打 者 | 投 球 回 | 被 安 打 | 被 本 塁 打 | 与 四 球 | 敬 遠 | 与 死 球 | 奪 三 振 | 暴 投 | ボ 丨 ク | 失 点 | 自 責 点 | 防 御 率 | W H I P |
| -------- | -------- | ----- | ----- | ----- | ----- | -------- | ----- | ----- | -------- | ----------- | ----- | ----- | -------- | -------- | ----------- | -------- | ----- | -------- | -------- | ----- | -------- | ----- | -------- | -------- | ------- |
| 2013     | HOU      | 25    | 0     | 0     | 0     | 0        | 1     | 1     | 1        | 4           | .500  | 87    | 20.1     | 13       | 1           | 13       | 2     | 1        | 15       | 3     | 0        | 6     | 4        | 1.77     | 1.28    |
| 2014     | HOU      | 21    | 0     | 0     | 0     | 0        | 2     | 0     | 0        | 5           | 1.000 | 97    | 21.1     | 22       | 3           | 11       | 0     | 0        | 19       | 0     | 0        | 11    | 11       | 4.64     | 1.55    |
| 2015     | HOU      | 3     | 0     | 0     | 0     | 0        | 0     | 0     | 0        | 1           | ----  | 22    | 5.1      | 4        | 1           | 3        | 0     | 0        | 8        | 0     | 0        | 2     | 2        | 3.38     | 1.31    |
| 2016     | HOU      | 9     | 0     | 0     | 0     | 0        | 0     | 0     | 0        | 0           | ----  | 42    | 8.0      | 15       | 0           | 4        | 0     | 0        | 6        | 0     | 0        | 8     | 8        | 9.00     | 2.38    |
| MLB：4年 | MLB：4年 | 58    | 0     | 0     | 0     | 0        | 3     | 1     | 1        | 10          | .750  | 248   | 55.0     | 54       | 5           | 31       | 2     | 1        | 48       | 3     | 0        | 27    | 25       | 4.09     | 1.55    |

- 2017年度シーズン終了時

### 背番号
- 66（2013年 - 2015年）
- 50（2016年）

### 代表歴
- 2017 ワールド・ベースボール・クラシック・カナダ代表